# Michael Palmer
Michael Palmer (Springfield, 9 oktober 1942 – New York, 30 oktober 2013) was een Amerikaanse schrijver.
Palmer schreef medische thrillers. De auteur schreef in de lijn van  Robin Cook.

## Boeken
| Titel Boek                                                               | Nederlandse Vertaling            | Jaar Van Uitgave |
| ------------------------------------------------------------------------ | -------------------------------- | ---------------- |
| The Sisterhood                                                           | De Witte Dood of Het Zusterschap | 1982             |
| Side Effects                                                             | Bijwerkingen                     | 1985             |
| Flashback                                                                | Flashback                        | 1988             |
| Extreme Measures (verfilmd onder dezelfde titel)                         | Doodverklaard                    | 1991             |
| Natural Causes                                                           | Dood Door Schuld                 | 1994             |
| Silent Treatment                                                         | Doodse Stilte                    | 1995             |
| Critical Judgment                                                        | Doodvonnis                       | 1996             |
| Miracle Cure                                                             | Wondermiddel                     | 1998             |
| The Patient                                                              | Hersendood                       | 2000             |
| Fatal                                                                    | Vaccin                           | 2002             |
| The Society                                                              | Trauma                           | 2004             |
| The Fifth Vial, in Nederlandse versie wordt verwezen naar 'Give Or Take' | Een Gestolen Leven               | 2006             |
| The First Patient                                                        | De Lijfarts                      | 2008             |
| The Second Opinion                                                       | De Second Opinion                | 2009             |

- Bibsys: 90961429
- Biblioteca Nacional de España: XX1030281
- Bibliothèque nationale de France: cb11918492k (data)
- Catàleg d'autoritats de noms i títols de Catalunya: 981058517328606706
- CiNii: DA13304063
- Gemeinsame Normdatei: 119103648
- International Standard Name Identifier: 0000 0001 1507 2443
- Library of Congress Control Number: n85192107
- Bibliotheek van het Japanse parlement: 00452062
- Nationale Bibliotheek van Tsjechië: skuk0004441
- Nationale bibliotheek van Australië: 35752751
- Nationale Bibliotheek van Israël: 987007595030305171
- Nationale Bibliotheek van Polen: a0000001037882
- Nederlandse Thesaurus van Auteursnamen: 070263140
- RKD-Nederlands Instituut voor Kunstgeschiedenis: 96197
- Istituto Centrale per il Catalogo Unico: BVEV001039
- SNAC: w6988sm0
- Système universitaire de documentation: 153663367
- Trove: 1071607
- Virtual International Authority File: 100912074
- WorldCat: E39PBJkttqmjW8gtcxfQjYxMT3